# 8,8 cm Flak 18/36/37/41

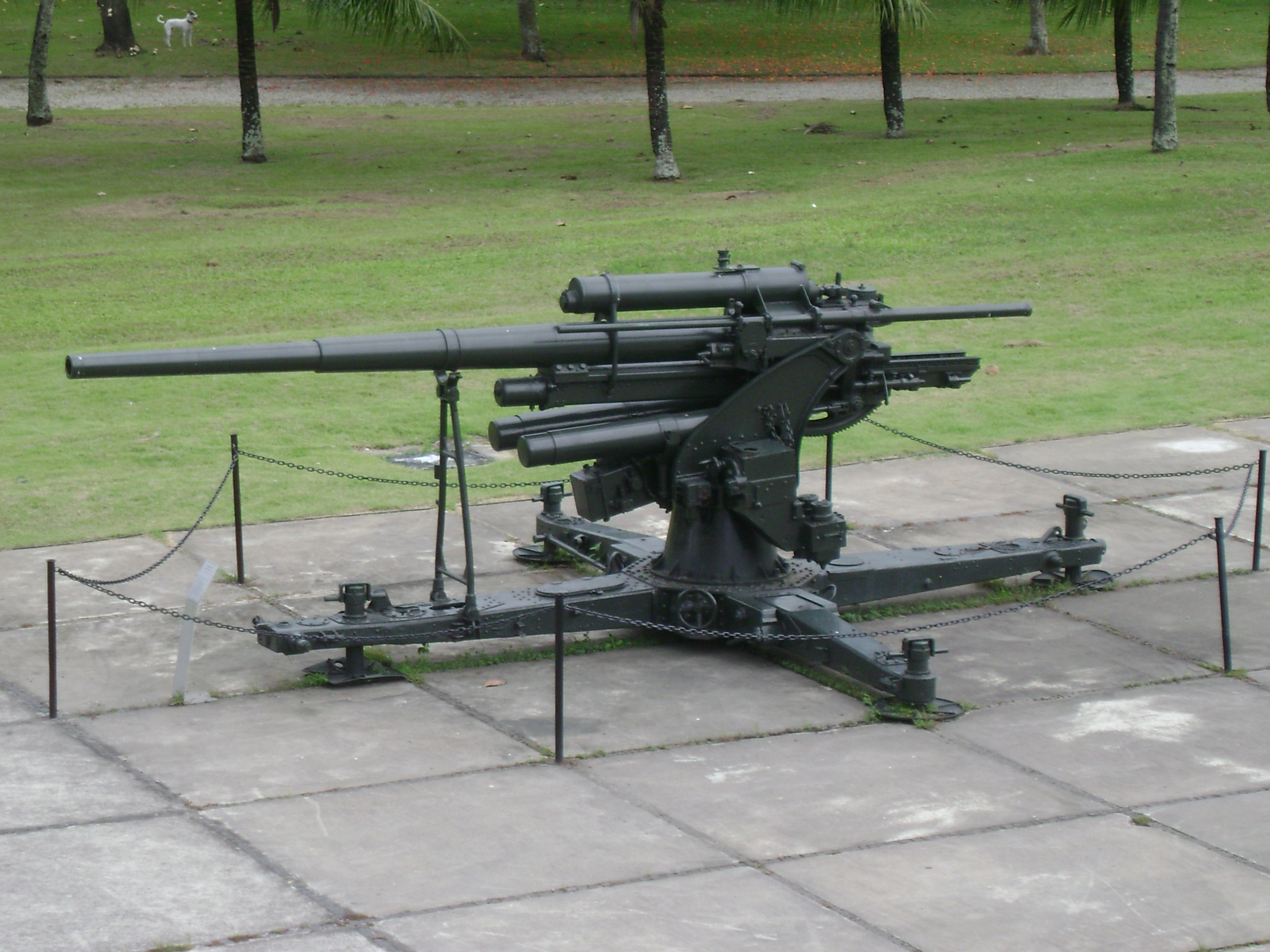
FlaK 18

El canó de 88 mm FlaK 18/36/37/41 va ser una peça d'artilleria alemanya, famós durant la Segona Guerra Mundial. Usat tant per a la defensa antiaèria com per a la defensa antitancs, va ser gràcies a aquest segon paper que va aconseguir la seva fama, a causa de la seva letal efectivitat, ja que podia penetrar el blindatge de qualsevol tanc en grans distàncies. El model Pak 43, per exemple, podia penetrar 167 mm de blindatge a 1.000 m. Era conegut pels alemanys com a 'acht-acht' (vuit-vuit en alemany).

## Història

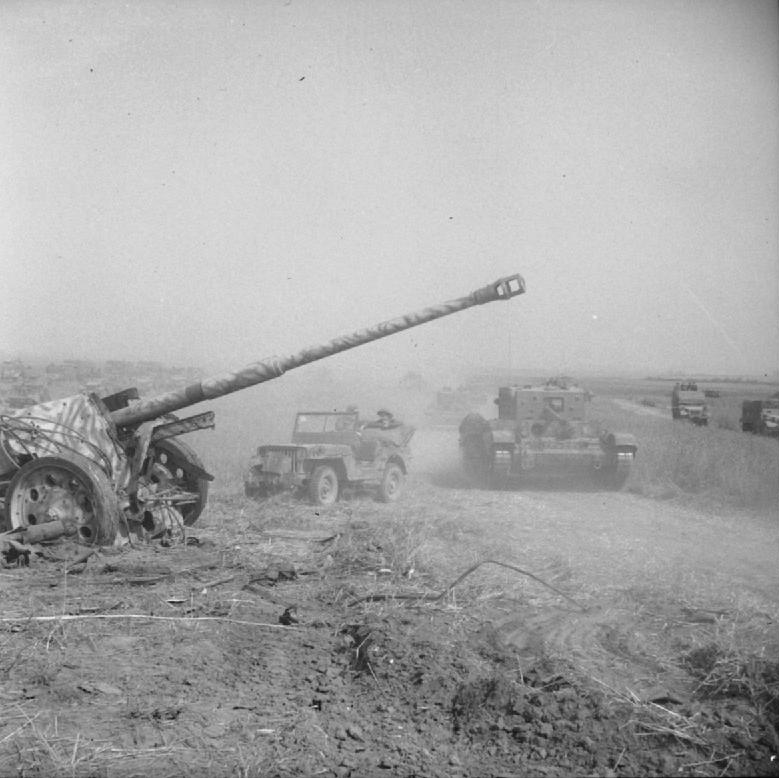
Un tanc Cromwell i un jeep passen prop d'un German PAK 43/41 abandonat durant l'operació 'Totalise', 8 d'agost de 1944.

L'antecedent d'aquest canó va ser l'antiaeri (Flak, o Fliegerabwehrkanone) de 88 mm desenvolupat el 1917 per Krupp i Erhadt. Va ser usat al final de la Primera Guerra Mundial per protegir els centres industrials alemanys en el Ruhr i el Rin de les incursions aèries aliades.
En finalitzar la Primera Guerra Mundial se li va imposar a Alemanya una sèrie de restriccions armamentístiques (Tractat de Versalles), entre les que figurava la prohibició de desenvolupar o posseir armes antiaèries. D'aquesta manera, de moment, el projecte quedava oblidat.
Quan els nazis van arribar al poder, Adolf Hitler va denunciar el Tractat de Versalles i va començar el rearmament. Krupp, que havia evitat les restriccions traslladant al seu personal a Suècia, va presentar un prototip que va passar a ser fabricat el 1933.

## Models

### FlaK 18

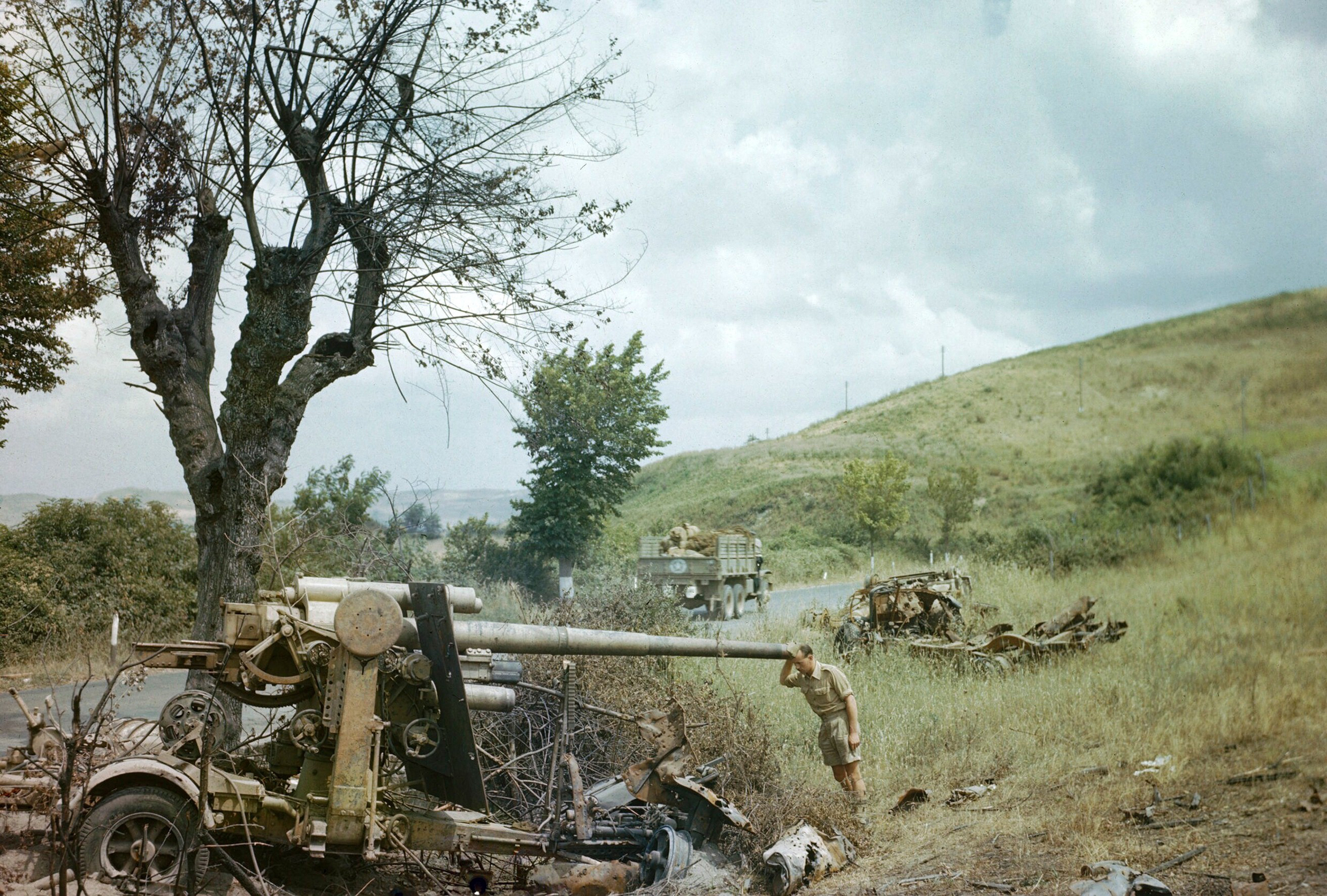
FlaK 18

Aquest model, similar al seu predecessor de la Primera Guerra Mundial, va començar a ser fabricat en sèrie el 1933. Tenia un calibre de 88/L 56, podent disparar obusos d'alt explosiu de 10,4 kg, així com munició perforadora de blindatge de 9,2 kg. La velocitat inicial era de 820 m/segon
Posseïa quatre potes en forma de creu (kreuzlafette), amb el canó col·locat sobre un pedestal, permetent-li un gir de 360° i una elevació entre –3 i +85 graus, el qual el capacitava per atacar blancs tant aeris com terrestres. El canó era compost de dues seccions, la qual cosa permetia una substitució ràpida d'una de les parts si es desgastava, sense haver de canviar tot el canó.
El Flak 18 va ser provat en la Guerra Civil Espanyola amb la Legió Còndor enviada per Hitler per donar suport a les tropes nacionals contra la República, on es va descobrir el seu potencial com a canó antitanc.

### Flak 36

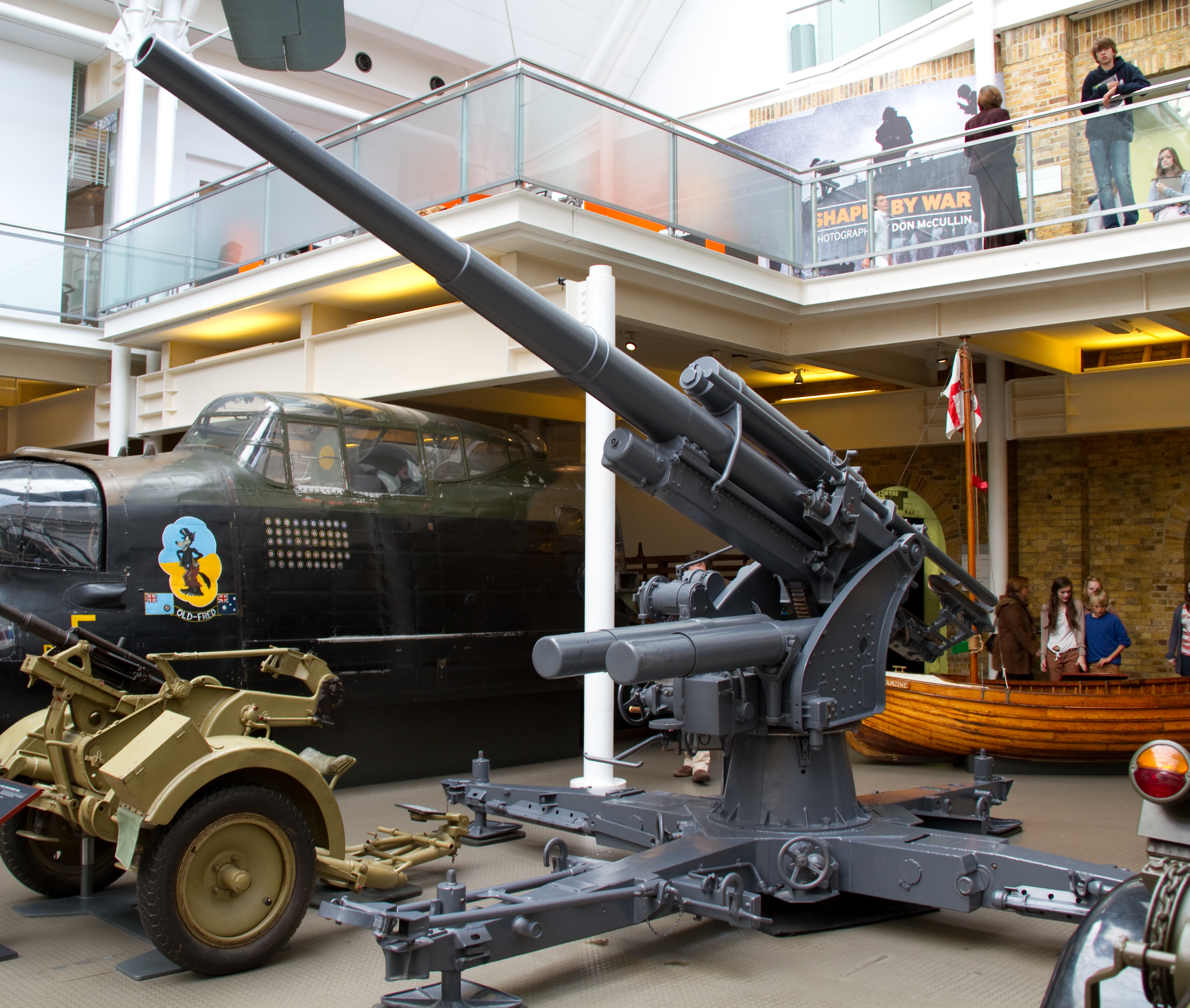
FlaK 36

Com a conseqüència de l'experiència en la Guerra Civil Espanyola es van fer algunes modificacions.
- La plataforma va ser millorada per incrementar l'estabilitat i facilitar la producció.
- El canó va passar que ser compost de tres seccions, el que permetia un estalvi a la indústria alemanya, ja que només calia, substituir una de les seccions en comptes del canó sencer.

La resta de característiques continuaven sent igual que el model 18.

#### Flak 36/43
Aquest canó, que va entrar en servei el 1942, era un canó Flak 41 muntat sobre la plataforma del Flak 36. Això es va deure que la producció de canons del model FlaK 41 va ser superior a la de plataformes per a aquest model.

### Flak 37

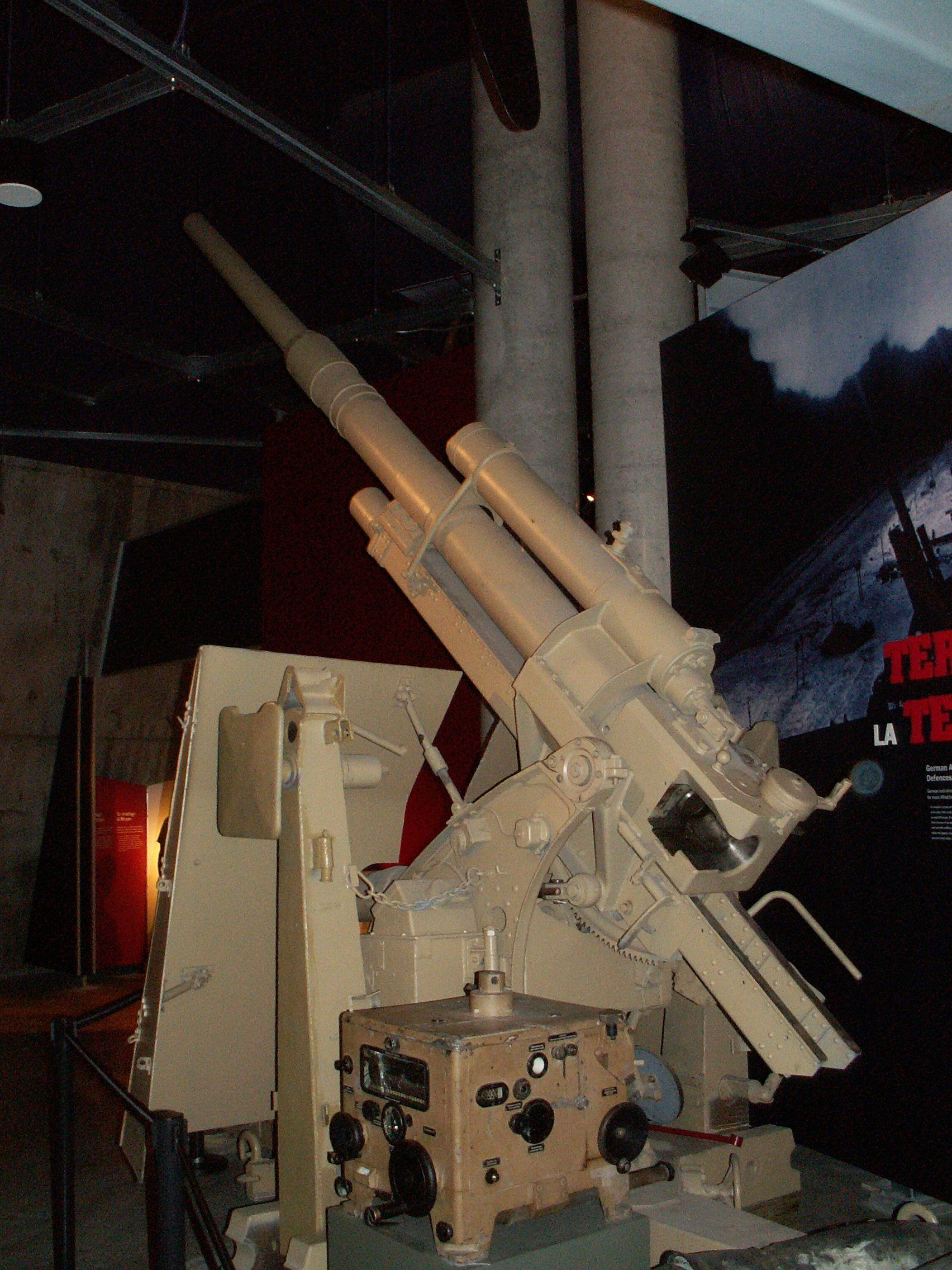
FlaK 37

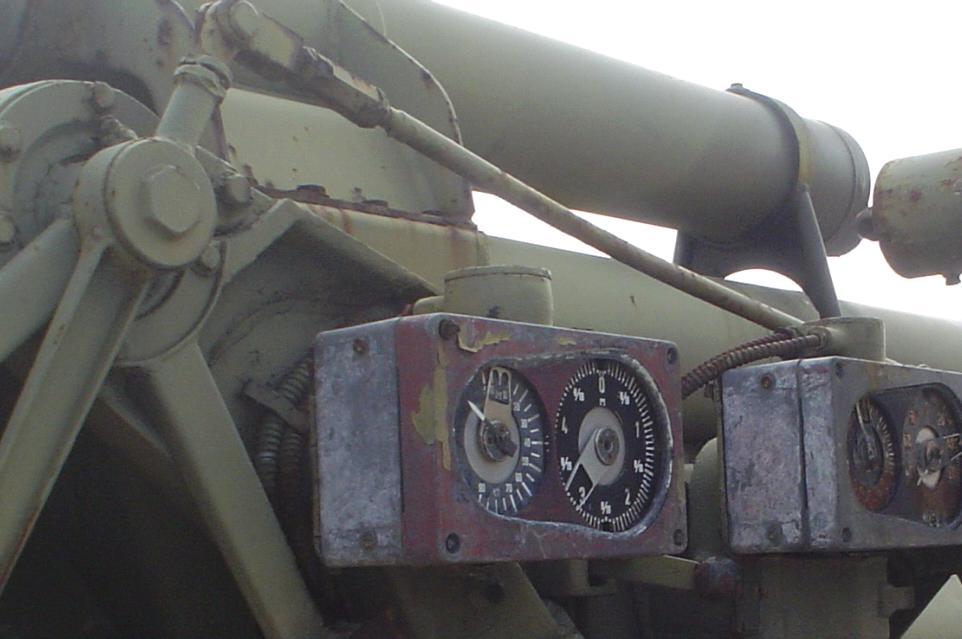
Dials d'un canó FlaK 37

Les millores del model Flak 37 respecte al 36 van ser les següents:
- Va tornar al canó de dues seccions, en comptes de tres.
- Es va millorar el sistema de punteria, de manera que rebia informació enviada per un lloc central de la posició de l'avió a una computadora mecànica analògica perquè calculés la posició òptima de tret. Aquesta es mostrava amb un punter en un dels dials, i els operadors havien de moure el canó de manera que el segon dial coincidís amb el punter.
- Per les millores del sistema de punteria, el Flak 37 no podia operar com arma antitanc.

#### Flak 37/41
Aquesta versió va sorgir quan encara el FlaK 41 estava en desenvolupament. Bàsicament eren un model FlaK 37 amb una càmbra més gran per permetre disparar munició més poderosa. Només es van construir 13 unitats d'aquesta variant.

### Flak 41
El model Flak 41 incloïa un nombre de millores, dutes a terme per Rheinmetall-Borsig:
- El calibre va passar a ser 88/L 74.
- El canó al principi era compost de tres seccions, però van sorgir problemes i finalment va ser canviat a dos.
- La velocitat de sortida, gràcies al nou canó, va augmentar 1000 m/segon
- El mecanisme de retrocés va ser millorat per compensar l'elevació al paper d'antiaeri.
- L'elevació va ser augmentada a +90°. Per a objectius terrestres es va mantenir l'elevació de –3 º.
- El canó podia disparar fins i tot a 15.000 m d'altura, i a 19.700 m de distància a terra usant foc indirecte.
- El canó estava muntat sobre una plataforma giratòria.

### Pak 43
Aquest model desenvolupat per Krupp, que va entrar en servei el 1943, era una variant del canó de 88 mm per al rol exclusiu d'arma antitanc (PaK, Panzerabwehrkanone). Les seves característiques eren:
- Encara que continuava estant muntat sobre les ànegues d'anteriors models, podia ser usat sense retirar les rodes de la plataforma. Tanmateix, d'aquesta manera es limitava a 30º de transvers, en comparació amb els 360° quan estava muntat sobre la kreuzlafette.
- L'elevació era de -8º a +40º.
- La munició perforadora de blindatge en tenia una velocitat de sortida de 1.200 m/segon
- Sense rodes, el canó tan sols tenia una altura|alçària d'1,5 m, facilitant el seu camuflament.
- El sistema de tret era elèctric.
- El canó estava equipat amb un fre de desviació de la boca.

#### Pak 43/41

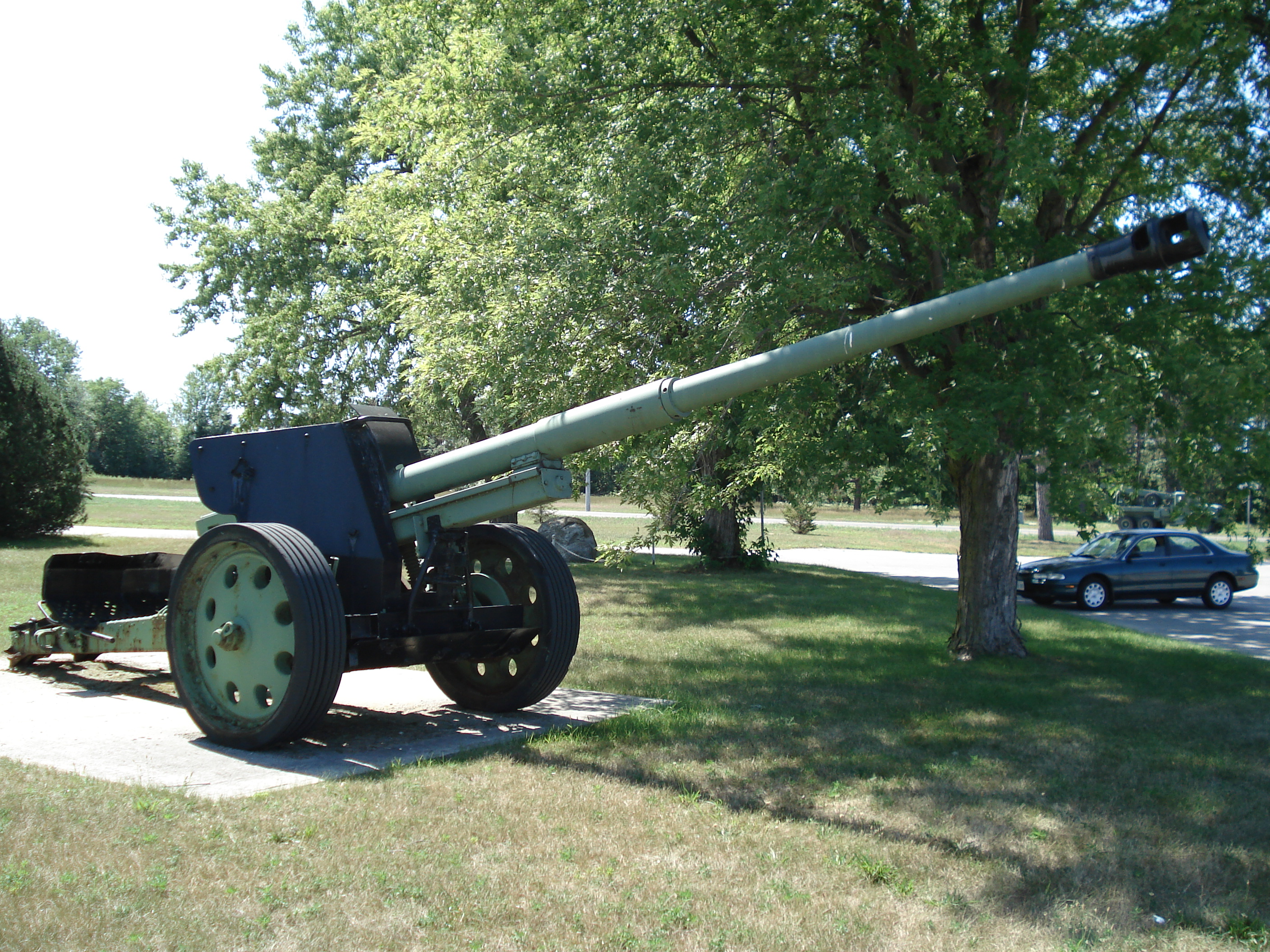
Pak 43/41

Davant de la necessitat d'una arma de major potència en vista dels carros de combat pesants soviètics, es va decidir usar el canó del FlaK 41, de major velocitat de sortida, per a l'arma antitanc.
Així mateix, s'abandona la kreuzlafette per un sistema de gualdera. Això va reduir el transvers a 28º a l'esquerra o dreta.

### Artilleria antiaèria autopropulsada
El 1942 Krupp va iniciar un projecte per proveir a la Wehrmacht d'un canó antiaeri de 88 mm mòbil per protegir els avenços. Es van construir alguns prototips, però la prioritat donada per als carros de combat va fer que el projecte s'estanqués.
Va destacar el 8,8 cm Flak auf Sonderfahrgestell muntat sobre el xassís d'un Panzerkampfwagen IV, amb un canó FlaK 37/56 i després amb Flak 41/75. Krupp va fabricar tres prototips, i encara que el desenvolupament va continuar fins a febrer de 1945, no va arribar a fabricar-se en sèrie.

### Artilleria antitancs autopropulsada
- 8,8 cm Pak 43/1 (L/51) auf Geschützwagen III und IV. Desenvolupat a partir de 1943 per Deutsche-Eisenwerke, era un canó Pak 43 muntat sobre els xassisos de Panzerkampfwagen III i IV. Van ser sobrenomenats Nashorn (Rinoceront) i Hornisse (Vespa).
- Sturmgeschütz mit 8,8 cm Pak 43/2. Nibelungenwerke va fabricar 90 models el 1943, sobre el xassís d'un Panzerkampfwagen VI "Tiger", amb un canó PaK43/2 L/71. Va ser sobrenomenat Elefant i Ferdinand, per Ferdinand Porsche, l'enginyer dissenyador de cotxes i tancs.
- Panzerjäger für 8,8 cm PaK 43 auf Fgst Panther I, o Jagdpanther va ser fabricat per MIAG i MNH entre 1944 i 1945, arribant a fabricar-se gairebé 400 unitats, utilitzades en el tanc Panther com a Pak 43/3 L/71.

### Cadència
De 15 a 20 projectils per minut per als models Flak 18, 36 i 37, i de 20 a 25 per al Flak 41.

## Avantatges i desavantatges
- Avantatges:
  - El canó de 88 mm era altament efectiu penetrant el blindatge de carros enemics. No obstant això, els aliats comptaven amb armes antiaèries semblants que es podrien haver utilitzat en rol antitanc. Però va ser l'ús que els generals alemanys com Rommel van donar a aquest canó que va permetre arribar a un rendiment òptim d'aquesta arma.
- Desavantatges:
  - El canó era molt pesant, el que dificultava el seu desplegament tàctic.
  - En el rol d'artilleria antiaèria no es va destacar, especialment sent el seu rendiment mediocre.